# Doraldina
Doraldina (1888-1936) fue una bailarina estadounidense y una de las estrellas de cine de la Metro Pictures. Se convirtió en Dora Saunders tras su matrimonio con Frank Saunders. Aunque tuvo una espléndida oportunidad de desplegar sus dotes histriónicas como actriz, mantuvo en sus cuadros el entorno hawaiano familiar con el que su legión de admiradores había llegado a asociarla. Doraldina comenzó su carrera como manicurista en un hotel de San Francisco y su ascenso a la fama y al estrellato fue el colofón de una carrera en la que se esforzó por complacer a un público exigente. Estudió el arte de la danza primero en Nueva York y luego en Barcelona, España, y regresó a Nueva York, donde su carrera como bailarina, actriz y estrella de la pantalla la convirtió en una figura nacional. Su primera producción en la Metro fue Passion Fruit (1921). La causa de su muerte fue un ataque al corazón.

## Filmografía
- The Naulahka (1918)
- The Woman Untamed (1920)
- Passion Fruit (1921)